# Hornos
Hornos (també conegut com a Hornos de Segura) és un municipi de la província de Jaén (Espanya), pertanyent a la Comarca de Segura. Segons fonts del INE, en 2005 tenia 657 habitants. El seu terme municipal pertany íntegrament al Parc Natural de la Serra de Cazorla, incloent el Cabo de la Viña enclavat dintre del terme de Santiago-Pontones. Comprèn les localitats de:
- Hornos el Viejo
- Fuente de la Higuera
- El Carrascal
- La Capellanía
- La Platera
- El Tranco
- Cañada Morales
- Guadabraz
- El Tovar